# اسکایلاین (آلاباما)
اسکایلاین (به انگلیسی: Skyline) شهرکی در شهرستان جکسون ایالت آلاباما است که مساحت آن ۱۰٫۳۶ کیلومتر مربع است و در سرشماری سال ۲۰۱۰ میلادی، ۸۵۱ نفر جمعیت داشته و تراکم جمعیتی آن، ۸۲٫۱۴ نفر در هر کیلومتر مربع بوده است.